# Primera divisió espanyola de futbol 1957-1958
La temporada 1957/58 de primera divisió va ser la número vint-i-set de la competició. Va començar el 15 de setembre de 1957 i es va finalitzar el 4 de maig del 1958.
El Reial Madrid CF va guanyar el títol de lliga com l'any anterior, guanyant també el títol de campions de la Copa d'Europa. Va ser una lliga molt igualada, sobretot fins al final de la primera volta, on l'equip blanc, el Futbol Club Barcelona i l'Atlètic de Madrid compartien la primera posició amb els mateixos punts. Al final el Reial Madrid va guanyar amb una renda de 3 punts sobre l'Atlètic de Madrid i 7 punts sobre el Barça.

## Equips participants
| Club            | Ciutat        | Estadi            |
| --------------- | ------------- | ----------------- |
| Atlético Bilbao | Bilbao        | San Mamés         |
| Atlético Madrid | Madrid        | Metropolitano     |
| Barcelona       | Barcelona     | Camp Nou          |
| Celta           | Vigo          | Balaidos          |
| Espanyol        | Barcelona     | Sarrià            |
| Granada         | Granada       | Los Cármenes      |
| Jaén            | Jaén          | La Victoria       |
| Las Palmas      | Las Palmas    | Insular           |
| Osasuna         | Pamplona      | San Juan          |
| Real Gijón      | Gijón         | El Molinón        |
| Reial Madrid    | Madrid        | Santiago Bernabéu |
| Reial Societat  | Sant Sebastià | Atotxa            |
| Sevilla         | Sevilla       | Nervión           |
| València        | València      | Mestalla          |
| Valladolid      | Valladolid    | Municipal         |
| Zaragoza        | Saragossa     | La Romareda       |

## Classificació
| Pos | Equip            | PJ | PG | PE | PP | GF | GC | DG  | Pts | Classificació o descens       |
| --- | ---------------- | -- | -- | -- | -- | -- | -- | --- | --- | ----------------------------- |
| 1   | Reial Madrid (C) | 30 | 20 | 5  | 5  | 71 | 26 | +45 | 45  | Clas. per la Copa d'Europa    |
| 2   | Atlético Madrid  | 30 | 16 | 10 | 4  | 78 | 43 | +35 | 42  | Clas. per la Copa d'Europa    |
| 3   | Barcelona        | 30 | 17 | 4  | 9  | 69 | 38 | +31 | 38  | Convidat per la Copa de Fires |
| 4   | València         | 30 | 13 | 10 | 7  | 56 | 40 | +16 | 36  |                               |
| 5   | Osasuna          | 30 | 15 | 5  | 10 | 53 | 43 | +10 | 35  |                               |
| 6   | Atlético Bilbao  | 30 | 14 | 4  | 12 | 56 | 48 | +8  | 32  |                               |
| 7   | Celta            | 30 | 13 | 6  | 11 | 50 | 51 | −1  | 32  |                               |
| 8   | Espanyol         | 30 | 11 | 6  | 13 | 48 | 46 | +2  | 28  |                               |
| 9   | Reial Societat   | 30 | 10 | 7  | 13 | 38 | 44 | −6  | 27  |                               |
| 10  | Sevilla          | 30 | 9  | 7  | 14 | 45 | 55 | −10 | 25  |                               |
| 11  | Las Palmas       | 30 | 9  | 7  | 14 | 34 | 65 | −31 | 25  |                               |
| 12  | Real Gijón       | 30 | 10 | 4  | 16 | 46 | 57 | −11 | 24  |                               |
| 13  | Granada          | 30 | 11 | 2  | 17 | 35 | 53 | −18 | 24  |                               |
| 14  | Zaragoza         | 30 | 8  | 8  | 14 | 39 | 52 | −13 | 24  |                               |
| 15  | Valladolid (R)   | 30 | 9  | 5  | 16 | 45 | 73 | −28 | 23  | Descens                       |
| 16  | Jaén (R)         | 30 | 9  | 2  | 19 | 29 | 58 | −29 | 20  | Descens                       |

## Resultats
| Casa \ Fora     | ATB | ATM | BAR | CEL | ESP | GRA | JAE | LPA | OSA | GIJ | RMA | RSO | SEV | VAL | VAD | ZAR |
| --------------- | --- | --- | --- | --- | --- | --- | --- | --- | --- | --- | --- | --- | --- | --- | --- | --- |
| Atlético Bilbao | —   | 1–2 | 4–1 | 6–0 | 3–2 | 1–0 | 5–1 | 1–1 | 2–0 | 2–1 | 0–2 | 2–2 | 5–2 | 3–2 | 1–0 | 4–1 |
| Atlético Madrid | 3–2 | —   | 3–1 | 2–1 | 2–3 | 5–1 | 4–1 | 9–0 | 4–1 | 3–2 | 1–1 | 2–0 | 1–1 | 2–2 | 7–0 | 4–2 |
| Barcelona       | 3–0 | 2–2 | —   | 1–0 | 3–1 | 4–1 | 6–1 | 2–0 | 3–0 | 3–0 | 0–2 | 1–0 | 3–1 | 1–1 | 7–1 | 5–1 |
| Celta           | 0–1 | 2–2 | 4–0 | —   | 3–2 | 0–2 | 2–1 | 2–2 | 2–0 | 1–2 | 2–1 | 1–0 | 3–1 | 3–2 | 3–1 | 2–1 |
| Espanyol        | 1–0 | 4–1 | 2–1 | 1–1 | —   | 2–1 | 2–0 | 3–0 | 2–0 | 5–1 | 2–4 | 2–2 | 2–3 | 0–0 | 1–1 | 1–0 |
| Granada         | 1–3 | 2–2 | 0–4 | 1–0 | 1–0 | —   | 2–0 | 4–0 | 1–2 | 1–0 | 0–2 | 3–1 | 2–1 | 1–0 | 4–0 | 1–0 |
| Jaén            | 3–2 | 0–1 | 1–0 | 4–1 | 4–2 | 2–0 | —   | 1–1 | 0–2 | 2–1 | 0–2 | 0–1 | 1–0 | 1–0 | 0–2 | 3–0 |
| Las Palmas      | 2–2 | 3–0 | 0–7 | 1–6 | 1–0 | 1–0 | 2–1 | —   | 2–1 | 0–0 | 0–0 | 2–1 | 4–1 | 5–3 | 3–1 | 0–0 |
| Osasuna         | 2–2 | 1–1 | 2–1 | 5–1 | 3–2 | 1–0 | 5–1 | 2–0 | —   | 2–1 | 1–0 | 3–0 | 3–2 | 2–2 | 5–0 | 1–1 |
| Real Gijón      | 0–2 | 2–4 | 3–2 | 1–2 | 2–0 | 5–1 | 1–0 | 1–0 | 2–3 | —   | 3–0 | 3–0 | 1–1 | 1–3 | 0–2 | 4–1 |
| Reial Madrid    | 6–0 | 0–0 | 3–0 | 5–0 | 2–0 | 4–0 | 3–0 | 2–1 | 3–0 | 4–0 | —   | 2–1 | 6–0 | 2–1 | 5–3 | 2–1 |
| Reial Societat  | 1–0 | 2–4 | 1–2 | 1–1 | 2–1 | 4–1 | 2–0 | 3–1 | 2–1 | 3–2 | 2–2 | —   | 2–0 | 0–0 | 0–0 | 1–1 |
| Sevilla         | 3–1 | 2–2 | 1–2 | 2–0 | 0–1 | 2–0 | 0–0 | 4–1 | 1–1 | 1–2 | 3–2 | 3–0 | —   | 0–1 | 4–2 | 1–0 |
| València        | 1–0 | 2–0 | 1–1 | 1–1 | 2–1 | 3–1 | 4–0 | 4–1 | 3–0 | 2–2 | 2–2 | 1–0 | 2–2 | —   | 3–0 | 3–1 |
| Valladolid      | 3–0 | 2–2 | 1–2 | 0–4 | 2–2 | 1–1 | 3–1 | 2–0 | 0–4 | 7–3 | 0–1 | 2–1 | 2–0 | 6–3 | —   | 1–3 |
| Zaragoza        | 2–1 | 0–3 | 1–1 | 2–2 | 1–1 | 3–2 | 2–0 | 2–0 | 2–0 | 0–0 | 3–1 | 1–3 | 3–3 | 1–2 | 3–0 | —   |

### Resultats final
Competicions internacionals
- 1. -- Reial Madrid CF -- Copa d'Europa (actual guanyador)
- 2. -- Atlético de Madrid -- Copa d'Europa

Descens a Segona Divisió
- 15. -- Real Valladolid
- 16. -- Real Jaén

Ascens a Primera Divisió
- Real Betis
- Real Oviedo

## Màxims golejadors
| Posició | Jugador            | Equip | Gols            |
| ------- | ------------------ | ----- | --------------- |
| 1       | Manuel Badenes     | 19    | Valladolid      |
| 1       | Alfredo di Stéfano | 19    | Reial Madrid    |
| 1       | Ricardo Alós       | 19    | València        |
| 4       | Héctor Rial        | 17    | Reial Madrid    |
| 4       | Joaquín Peiró      | 17    | Atlético Madrid |

## Porter menys golejat
| Posició | Jugador              | Equip       | Gols | Partits | Mitjana |
| ------- | -------------------- | ----------- | ---- | ------- | ------- |
| 1       | Gregorio Vergel Goyo | València CF | 28   | 28      | 1,00    |

## La plantilla delReial Madrid CF
| Nom                    | Posició        | Partits | Gols |
| ---------------------- | -------------- | ------- | ---- |
| Juanito Alonso         | Porter         | 15      | (14) |
| Javier Berasaluce      | Porter         | 1       | (2)  |
| Rogelio Domínguez      | Porter         | 16      | (10) |
| Atienza II             | Defensa        | 21      | -    |
| José Becerril          | Defensa        | 1       | -    |
| Lesmes II              | Defensa        | 21      | -    |
| Marquitos              | Defensa        | 15      | -    |
| José Antonio Rubio     | Defensa        | 4       | -    |
| José Emilio Santamaría | Defensa        | 27      | -    |
| Miguel Muñoz           | Centrecampista | 4       | -    |
| Antonio Ruiz           | Centrecampista | 3       | -    |
| Juan Santisteban       | Centrecampista | 26      | -    |
| José María Zárraga     | Centrecampista | 28      | 1    |
| Isidre Brunet          | Davanter       | 2       | -    |
| Alfredo Di Stéfano     | Davanter       | 30      | 19   |
| Paco Gento             | Davanter       | 28      | 7    |
| Joseíto                | Davanter       | 5       | 3    |
| Raymond Kopa           | Davanter       | 27      | 8    |
| Ramón Marsal           | Davanter       | 20      | 12   |
| Enrique Mateos         | Davanter       | 8       | 3    |
| Jesús Pereda           | Davanter       | 2       | 1    |
| Héctor Rial            | Davanter       | 28      | 17   |

Entrenadors: 
- Juan Antonio Ipiña
- Luis Carniglia